# Frederick Peters
Frederick Peters (né le 8 avril 1851 à Charlottetown, décédé le 29 juillet 1919 à Prince Rupert) était un homme politique canadien qui fut premier ministre de la province de l'Île-du-Prince-Édouard de 1891 à 1897. Il était le frère du premier ministre Arthur Peters.